# 161e régiment d'infanterie (France)
Le 161e régiment d'infanterie (161e RI), également appelé Régiment des portes de fer, est un régiment d'infanterie de l'Armée de terre française créé sous la Révolution à partir de la 161e demi-brigade de première formation.

## Création et différentes dénominations
- 25 août 1794 : formation de la 161e demi-brigade de première formation
- 1796 : dissolution
- 1er octobre 1887 : création du 161e régiment d'infanterie

## Chefs de corps
- 1794 : chef de brigade Brussel
- 1795 : chef de brigade Lefebvre
- 1796 à 1887 : l'unité n'existe plus.
- 1887 : Colonel Maritan
- 1892 : Colonel de Torcy
- 1895 : Colonel Ducos
- 1899 : colonel Eugène Auguste Xavier de Valory[1] (1847-1911)
- 1914 : Colonel Brosset-Heckel
- 1914 - 1915 : Lieutenant-colonel Gippon
- 1915 - 1916 : Lieutenant-colonel Goybet
- 1916 - 1917 : Lieutenant-colonel Laucagne
- 1917 - 1918 : Lieutenant-colonel Linares
- 1918 : Lieutenant-colonel Caput
- 1918 - 1919 : Lieutenant-colonel de Witt-Guizot
- 1919 : Lieutenant-colonel de Bouchaud
- 1919 : Colonel Rauscher
- 1939 - 1940 : Lieutenant-colonel Viret

(*) Officier qui devint par la suite général de brigade.

(**) Officier qui devint par la suite général de division.

## Historique des garnisons, combats et batailles du161eRI

### Révolution
Le 25 août 1794 la « 161e demi-brigade de première formation » est créée à partir de l'amalgame des :
- 1er bataillon du 89e régiment d'infanterie (ci-devant Royal-Suédois)
- 9e bataillon de volontaires du Nord
- 15e bataillon de volontaires de Paris également appelé bataillon de Molière

De 1794 à 1796, la 161e demi-brigade est affectée à l'armée de Sambre-et-Meuse et elle participe au siège de Maastricht en 1794.
Lors de la réorganisation de 1796, les 1er et 3e bataillons sont incorporés dans la 9e demi-brigade de deuxième formation et le 2e bataillon est incorporé dans la 73e demi-brigade de deuxième formation.

La « 161e demi-brigade d'infanterie de ligne » est alors dissoute.

### De 1887 à 1914
Le 161e régiment d'infanterie est formé à Lyon, le 1er octobre 1887 avec le 3e bataillon du 80e régiment d'infanterie, du 1er bataillon du 133e régiment d'infanterie et du 2e bataillon du 139e régiment d'infanterie.

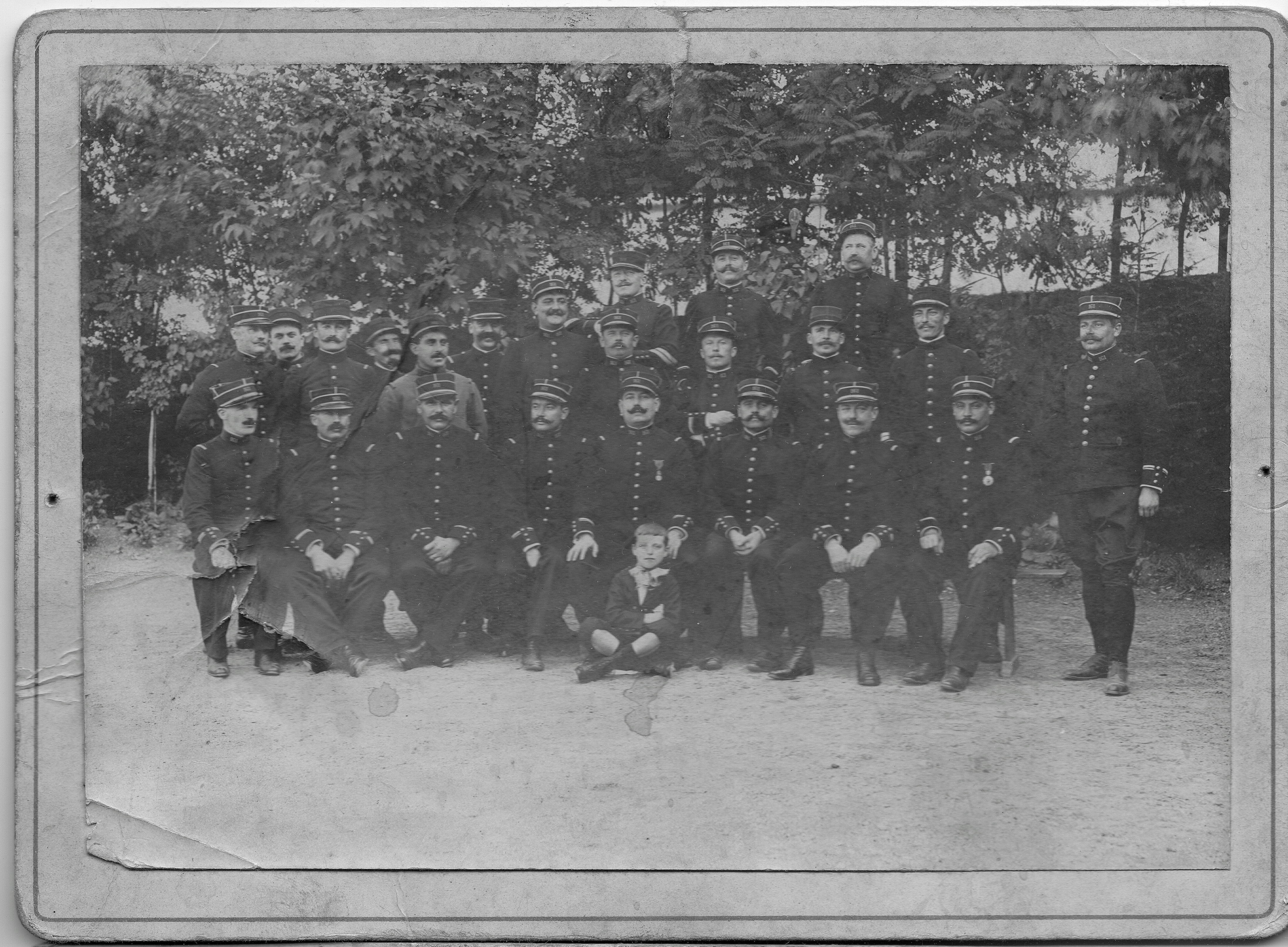
Avant 1914.

1904-1914 : Portion Centrale (dépôt, administration, intendance) à Reims, Portion Principale (essentiel des troupes) à Saint-Mihiel
- 1913 : Son 4e bataillon va former le 3e bataillon du 164e Régiment d'Infanterie
- 1914 : À la mobilisation, il donne naissance au 361e Régiment d'Infanterie

### Première Guerre mondiale
En 1914 ; Casernement : Saint-Mihiel ; État-major à Reims. Intégré à la 80e brigade d'infanterie à la 40e division d'infanterie au 6e corps d'armée.
À la 40e division d'infanterie d'août 1914 à novembre 1918
Le 361e régiment d'infanterie, régiment de réserve du 161e RI, devait aux termes du journal de mobilisation, se constituer à Reims, lieu de repliement, pour la mobilisation, du régiment actif dont la portion principale était à Saint-Mihiel. Leur dépôt commun est déplacé ensuite à Guingamp (Côtes-du-Nord).

#### 1914
se mobilise dès le 31 juillet et va prendre à cette date ses emplacements de couverture
Fin août : Retraite des 3e et 4e armées françaises : Joppécourt, Fillières
2 septembre : Retraite et prélude à la bataille de la Marne : Cierges-Montfaucon
22 - 24 septembre : Bataille de la Woëvre et des Hauts-de-Meuse : Lacroix-sur-Meuse

#### 1915
De 1915 à 1918, le 161e RI, s'installe à Plouaret dans les Côtes-d'Armor, au camp du Colonel Driant.
Mai - novembre : Opérations en Argonne: Bagatelle
Ravin du Mortier
- 25 septembre-6 octobre : seconde bataille de Champagne, nord de Saint-Hilaire-le-Grand

#### 1916
Bataille de Verdun
- Février - mars : Mort-Homme
- Avril : Cumières

6 octobre : Bataille de la Somme : Rancourt, Sailly - Saillisel
Il est aussi appelé Régiment des portes de fer en référence à une position allemande bien défendue du côté de Bouchavesnes dans la Somme que ce régiment a prise fin 1916.

#### 1917
côte 108
17 avril : Sapigneul
Verdun : Vaux, Haudremont

#### 1918
Marne et Ardennes : Champlat, Vouziers, Sedan

#### Pertes au cours de la campagne 1914-1918
(Tués, morts des suites de blessures ou disparus)
Officiers : 108
Sous-officiers : 346
Caporaux : 430
Soldats : 3 847

### Seconde Guerre mondiale
Formé le 24 août 1939 sous le nom de 161e régiment d'infanterie de forteresse, secteur fortifié de Boulay de la ligne Maginot, il était composé de trois bataillons de mitrailleurs le Ier, IIe et IIIe à deux compagnies seulement qui occupent le sous-secteur de Tromborn (Sur la Nied, à l'est de route de Metz-Sarrelouis avec PC à Boulay et quartiers du bois d'Ottonvile et de Teterchen). Région Militaire, Centre Mobilisateur d'infanterie ; réserve A RIF type Metz/Lauter ; il est mis sur pied par le CMI 67/66 Metz à partir d'un noyau actif du 1er bataillon du 162e RIF. Le 13 juin 1940 à la suite de l'ordre de repli, les 2e et 3e bataillons entrent dans la composition de la division de marche Besse et livreront bataille autour de Nancy. Les Equipages d'ouvrages intégrés dans le groupement Cochinard sont évacués sur ordre à compter du 4 juillet 1940.

## Drapeau
Il porte, cousues en lettres d'or dans ses plis, les inscriptions suivantes :
- Maestricht 1794
- Argonne 1915
- Champagne 1915
- Verdun 1916-1917
- La Somme 1916
- La Marne 1918
- La Meuse 1918

Chargé de la garde du drapeau par le Lieutenant Colonel Viret, le capitaine Gautier, avec l'adjudant-chef Maquis et 3 soldats du corps franc se présentent le 21 juin 1940 à Xirocourt au PC du général Besse. « Que voulez vous que je vous dise, les boches seront là d'une heure à l'autre ! » a lancé le général lorsque Gautier lui a demandé conseil. C'est ainsi que le drapeau fut aspergé d'essence et brûlé en présence du capitaine Sapin et du lieutenant d'Arbatiague. Quand ce fut fini, l'officier enferma la pique et les médailles noircies dans un sachet et les enterra dans le jardin située derrière la mairie. En 1946, aidé par le fils du maire de Xirocourt il les retrouva et les fit déposer dans un coffret au fond tapissé de terre de Lorraine aux Invalides.

## Décorations
Sa cravate est décorée de la Croix de guerre 1914-1918 avec cinq citations à l'ordre de l'armée. 
De la Fourragère aux couleurs du ruban de la Médaille militaire décernée le 20 août 1918.

## Traditions et uniformes

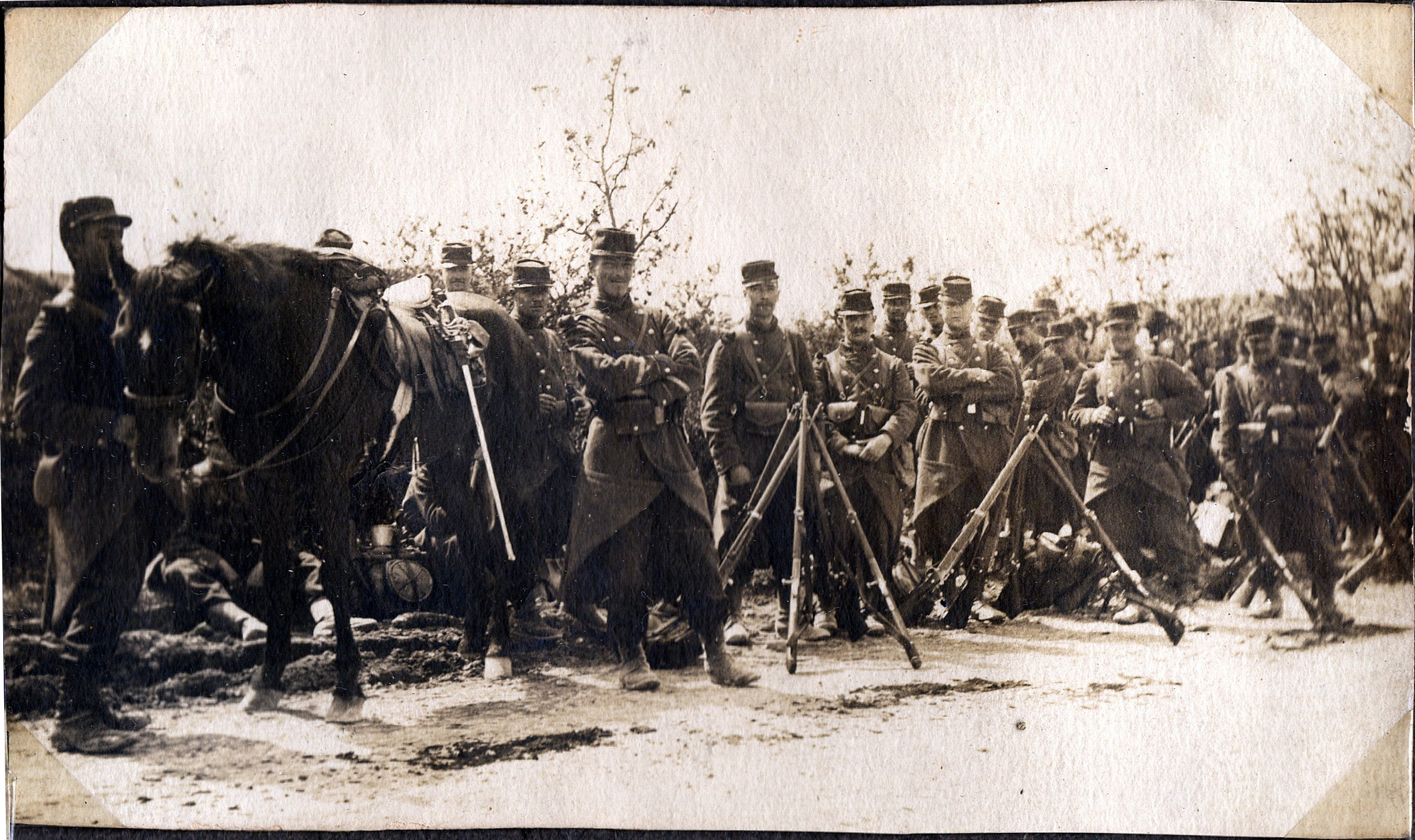
EN 1905, manœuvres.

## Insigne
Régiment d’Infanterie de Forteresse, rond doré liséré bleu 2 portes blindées marron rouges ciel bleu casemate roses rouges sol vert.

## Personnages célèbres ayant servi au161eRI
- Général Pierre-Émile Nayral Martin de Bourgon
- Colonel Adrien Henry

## Sources et bibliographie
Anonyme, Régiment des portes de fer, Historique du 161e Régiment d'Infanterie pendant la guerre 1914-1918, Nancy-Paris-Strasbourg, Imprimerie Berger-Levrault, sans date
- Archives militaires du Château de Vincennes.
- À partir du Recueil d'Historiques de l'Infanterie Française (Général Andolenko - Eurimprim 1969).
- Émile Simond : Historique des nouveaux régiments créés par la loi du 25 juillet 1887
- Historiques des corps de troupe de l'armée française (1569-1900)

### articles connexes
- Liste de régiments français
- Liste des grades dans l'armée française